# Berazinó
Berazinó (bielorruso: Беразіно́) o Berezinó (ruso: Березино́) es una ciudad subdistrital de Bielorrusia, capital del distrito homónimo en la provincia de Minsk.
En 2023, la ciudad tenía una población de 11 395 habitantes. Es el centro administrativo del consejo rural homónimo sin formar parte del mismo.
Se ubica junto a la orilla occidental del río Berézina, a medio camino entre Minsk y Maguilov sobre la carretera M4.

## Historia
Se conoce la existencia del asentamiento en documentos desde 1501, cuando era un pueblo del Gran Ducado de Lituania. En los siglos siguientes perteneció a las familias nobles Sapieha, Tyszkiewicz y Potocki. En 1668 obtuvo el derecho a organizar mercado semanal y una feria anual. En 1708, las tropas de Carlos XII de Suecia cruzaron el río Berézina cerca de la localidad. En la partición de 1793 se integró en el Imperio ruso, que lo integró en el uyezd de Ihumen de la gobernación de Minsk. En 1938, la RSS de Bielorrusia le dio el estatus de asentamiento de tipo urbano y capital distrital. Adoptó el estatus de ciudad en 1968.